# Jacob Gerard van Nes van Meerkerk
Jacob Gerard van Nes van Meerkerk (Utrecht, 11 oktober 1776 - aldaar, 23 maart 1859) was een Nederlands politicus.
Van Nes van Meerkerk was een van de belangrijkste oppositionele Tweede Kamerleden uit de regeerperiode van koning Willem I. Hij richtte zijn pijlen vooral op het financiële beleid van de koning. Hij was voorstander van invoering van de ministeriële verantwoordelijkheid en stelde in 1830 dat na het vertrek van de Belgen de Eerste Kamer wel kon worden afgeschaft. Hij kwam later in conservatiever vaarwater en werd door Willem II tot Eerste Kamerlid benoemd. Hij werd onder meer benoemd om Van Halls voorstel voor een vrijwillige lening aanvaard te krijgen. Hij was tevens rechter in Utrecht en Maarssen.
- Biografisch Portaal: 36611377
- Digitale Bibliotheek voor de Nederlandse Letteren: nes_017
- International Standard Name Identifier: 0000 0003 8846 8056
- Nederlandse Thesaurus van Auteursnamen: 294720057
- Parlement.com: vg09llsc7lzx
- Virtual International Authority File: 281655096
- WorldCat: E39PBJgmPTRjm68c8PdQ3jtqcP